# Monasterolo Casotto
Monasterolo Casotto (Mostaireu nella varietà alto-monregalese locale, Monasteireu in piemontese) è un comune italiano di 81 abitanti della provincia di Cuneo in Piemonte.

## Geografia fisica

### Territorio
Monasterolo Casotto si trova su un territorio interamente montagnoso, ad un'altitudine compresa tra i 750 e i 950 m s.l.m.
È classificato nella zona sismica 3A (sismicità bassa).

### Clima
Il comune è stato inserito nella zona climatica F ed ha un fabbisogno termico di 3110 gradi giorno. La normativa attuale non pone limiti all'accensione degli impianti di riscaldamento. 

## Storia

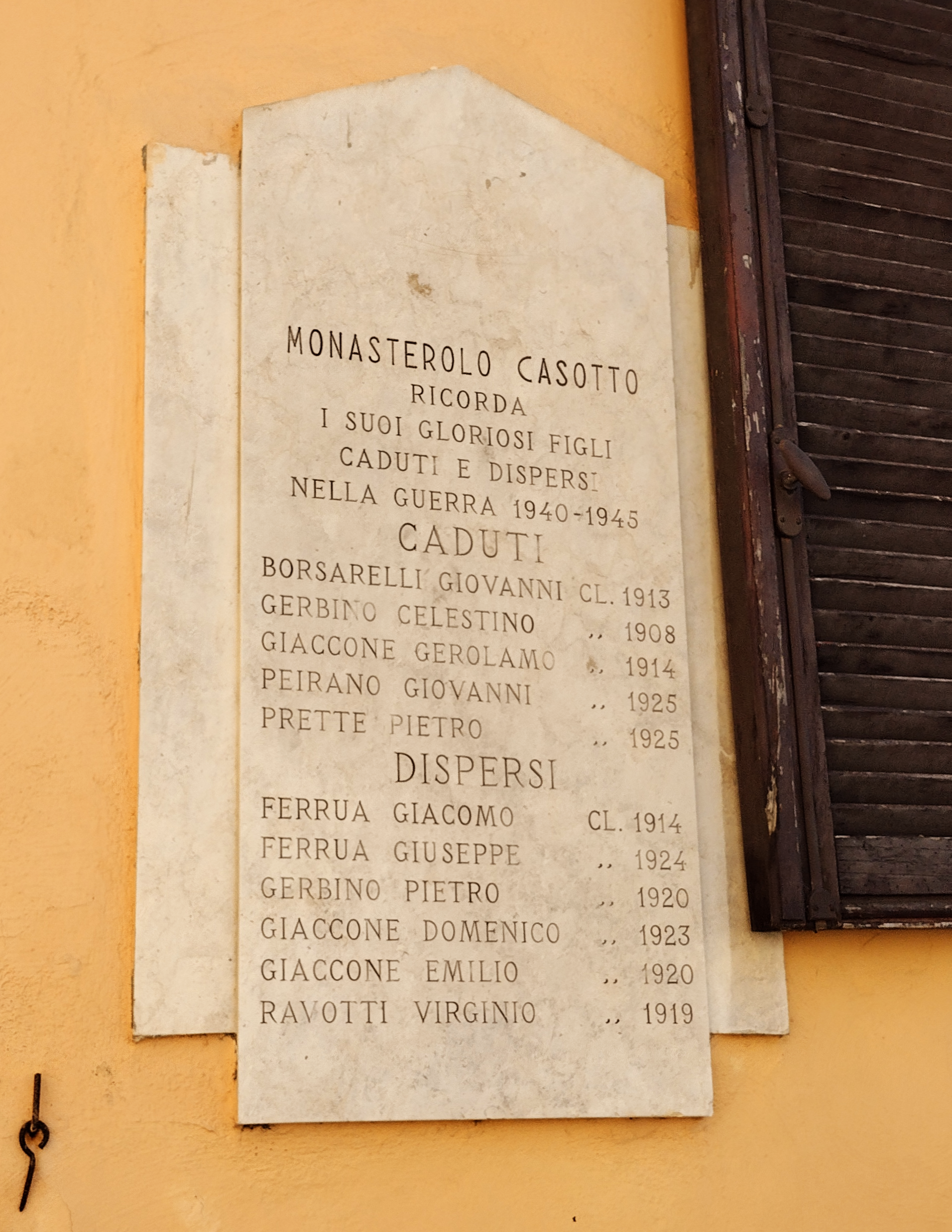
Lapide ai caduti

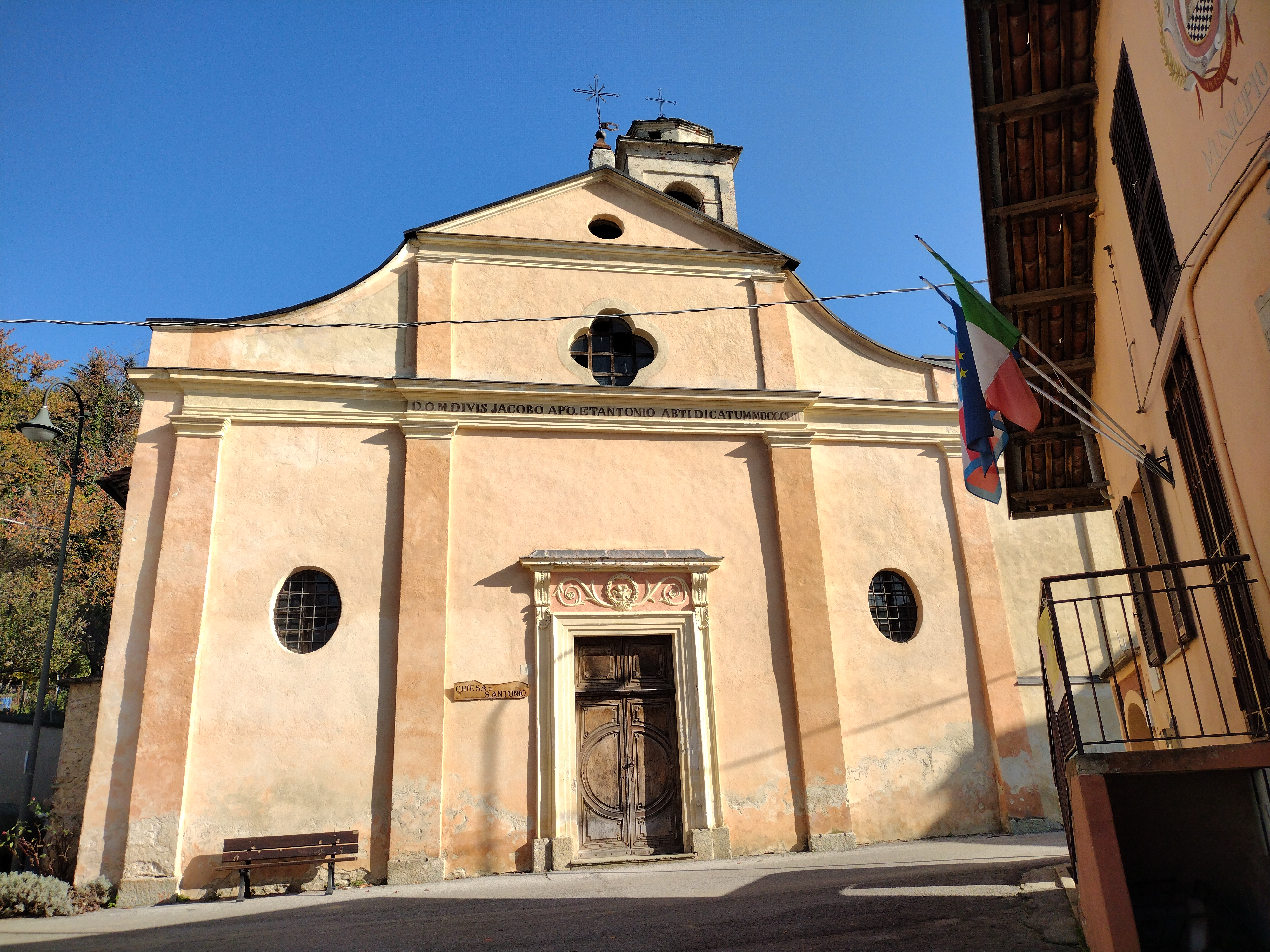
La parrocchiale

Un'antica iscrizione ritrovata presso il santuario di San Colombano attribuisce origini romane al piccolo comune di Monasterolo Casotto, il cui nome va comunque attribuito ad un monastero di Benedettini che qui si insediarono successivamente intorno al 1000, ma che vedeva già in epoca longobarda la presenza di un antico monastero di monache benedettine collegato con il convento di Pogliola di Morozzo.
L'aggiunta di “Casotto”, dal nome del torrente che ne solca la valle, risale al 1862, quando un regio decreto concesse ai comuni della provincia di Cuneo la facoltà di adottare un nuovo nome.
In quell'occasione venne anche adottato un nuovo stemma che raffigura una chiesa addossata ad un monastero su cui si erge una torre bianca, contornati da due rami di agrifoglio.
La storia di Monasterolo Casotto vede passarne la proprietà dal Conte di Bredolo a quello di Alba ed al Marchese di Ceva (su disposizione del Marchese Bonifacio di Savona che aveva diviso gli stati nel 1142). I Signori di Monasterolo abitarono il Castello, ormai distrutto, presso il torrente Feia (Faja nel dialetto locale), castello che fu sede di dazio e di giustizia durante le sanguinose "Guerre del Sale" svoltesi tra il 1680 e il 1699.
I territori furono contesi fra il Marchese di Ceva e la corte Sabauda, dopodiché anche gli abitanti di Monasterolo furono coinvolti nelle varie guerre che interessarono il Piemonte prima (in particolare le sanguinose Guerre del sale) e l'Italia in seguito con i conflitti mondiali. Monasterolo fu luogo d'azione di numerose brigate partigiane, in particolare la "FAM Valcasotto", tra il 1943 e il 1945, poi coinvolte nella battaglia della Val Casotto nel 1944 e della tragedia dei rastrellamenti nazifascisti.
Il comune fu annesso a quello di San Michele Mondovì durante il regime fascista, più precisamente dal 1928 fino al 1947, anno in cui gli fu nuovamente riconosciuta l'autonomia.
Attualmente il paese è diviso in due borgate principali, la Sottana a 735 m di quota e la Soprana a 824 m. A metà strada sorge la chiesa parrocchiale costruita all'inizio del Novecento per unificare le due precedenti parrocchie: quella di San Bernardo in borgata Soprana e quella di Sant'Antonio in Borgata Sottana. È dedicata ai santi Giacomo e Giovanni e mantiene la campana che era stata della chiesa di San Bernardo.

### Simboli
Lo stemma civico è troncato: nella parte superiore è rappresentato il santuario di San Colombano al naturale; quella inferiore è scaccata di argento e di nero.

## Monumenti e luoghi d'interesse

### Architetture religiose
- Santuario di San Colombano: posto su un'altura oltre la borgata Soprana, figura nello stemma comunale e fu costruito intorno all'anno 1000 dai monaci benedettini che lo dedicarono a questo santo di origine irlandese, fondatore della vita monastica nel regno di Francia nel VII secolo. Nelle Valli Monregalesi san Colombano era raffigurato come un soldato romano, forse per simboleggiare il forte legame tra azione religiosa e politica dei monasteri. La chiesa attuale è formata da due corpi di epoca differente: uno longitudinale più antico ma di datazione incerta, con campanile incorporato e uno a pianta quadrata, barocco (datato al 1645). Nel corso degli anni sono state apportate alcune modifiche alla struttura, in ultimo, nel 1884, fu rifatto il porticato con tetto a vista dell'attuale facciata. All'interno sono ancora visibili quadretti ex voto a testimonianza della devozione al Santo, mentre all'esterno vi è l'antica Arbi (termine del dialetto locale per indicare le vasche e le conche), una pietra con incavo dove si racconta che si raccogliesse un liquido oleoso dalle proprietà miracolose[6];

- Chiesa di San Bernardo: chiesa posta al centro di Borgata Soprana, costituiva fino a inizio XX secolo una delle due parrocchiali del paese insieme alla Chiesa di Sant'Antonio, posta in Borgata Sottana;
- Chiesa di Sant'Antonio: attualmente sconsacrata, è posta all'inizio di Borgata Sottana di fronte al municipio e costituiva fino a inizio Novecento una delle due parrocchiali del paese insieme alla chiesa di San Bernardo, posta in Borgata Soprana. La piazza antistante a essa e al municipio è attualmente oggetto di riqualificazione[7];
- Chiesa di San Giacomo: chiesa parrocchiale costruita all’inizio del 1900 per unificare le due precedenti parrocchie: quella di San Bernardo in borgata Soprana e quella di S. Antonio in borgata Sottana. È dedicata ai Santi Giacomo e Giovanni e mantiene la campana che era stata della chiesa di San Bernardo.

### Architetture civili
- Complesso fortificato del castello medievale del marchesato di Ceva: presente all'uscita dal paese (Borgata Sottana), costituisce sito archeologico nel quale rimane visibile parte della cinta muraria e la torre, esplorabile all'interno mediante una scala di recente costruzione che permette di raggiungerne la cima e di godere della vista panoramica sull'intera valle circostante[8]. La fine del castello viene attribuita ad Amedeo VIII di Savoia che nel 1414 lo distrusse assieme a quello di Pamparato. Oggi sono ancora visibili alcuni spezzoni del muro ed è leggibile il tessuto perimetrale assieme alla torre che, ancora pressoché integra, sfida il tempo[6]. Il complesso fortificato dell'antico castello è stato oggetto di restauro e valorizzazione storico-archeologica in anni recenti[9] da parte dell'Università di Torino[10] e, sul sito del Fai[11], nella sezione "Luoghi del cuore", è possibile votare la torre;
- Panchina Gigante, dal caratteristico colore arancione, dalla quale è possibile ammirare il vasto panorama delle montagne circostanti e della pianura monregalese sottostante. Questa panchina fa parte del progetto Big Bench Community Project, nel quale sono comprese le numerose Panchine Giganti presenti nel territorio della Provincia di Cuneo, in particolare nelle vicine Langhe.
- Vecchia cava di marmo di Valtardita (Val Tardìa): accessibile percorrendo il sentiero che dalla Colla scende verso Scagnello, vi si estraevano fino agli anni '60 marmi neri e verdi[12]. La cava fu poi chiusa per gli eccessivi costi di gestione ed estrazione.

### Sentiero del Landandé
Il territorio comunale, in particolare le borgate Soprana e Garassini, sono attraversate dal 2021 dall'Anello Giallo del "Sentiero del Landandé" (in dialetto monregalese: Dove andare), percorso lungo poco più di 9 km da effettuare a piedi e in mountain bike che si articola sulle vie di collegamento, asfaltate e sterrate-boschive, tra Monasterolo e i paesi confinanti, in particolare Viola.
Lungo il percorso del Landandé, specificamente nel punto conosciuto come "La Colla" (Řa Còla) è possibile visitare la locale Panchina Gigante.

## Società

### Evoluzione demografica
Lo spopolamento delle valli alpine ha determinato, a partire dal 1871, una perdita del 85% della popolazione residente.
Abitanti censiti

Negli ultimi 3 decenni questo paesino in inverno è stato abitato dai soli residenti: negli ultimi anni, con l'organizzazione delle ciaspolate dopo le nevicate e in virtù del sentiero del Landandé, la tendenza si è parzialmente modificata. In estate il paese si popola di villeggianti, in maggioranza torinesi (solitamente membri o discendenti di famiglie originarie del luogo) e liguri, ma anche stranieri.
Negli ultimi anni ha aperto in Borgata Soprana un negozio che, oltre al servizio bar, fa da rivendita di prodotti tipici gestito direttamente da una famiglia residente. La locale Pro Loco, durante l'estate, viene gestita dai giovani che vivono in paese e/o vi si recano in villeggiatura, i quali organizzano cene, castagnate ed eventi sportivi seguite, non di rado, da serate musicali e danzanti in piazza o presso il locale campo sportivo.

### Lingue e dialetti
Il dialetto locale costituisce una varietà specifica dei dialetti piemontesi classificati come alto-monregalesi. Esso è connotato da un'attitudine all'indurimento e all'ingrossamento generalizzato dei suoni nella fonetica – il che lo fa percepire all'ascolto e alla pronuncia come più "massiccio" e "secco" – che si inscrive nella complessiva conservazione di tratti arcaici nel vocabolario e nel lessico, questi ultimi fortemente originali e generalmente intrisi, appunto, di arcaismi e termini propri (es: svoerà, "allungato per terra"; entsampironesse, "inciampare"). Di seguito sono elencati alcuni dei tratti che lo rendono peculiare nell'ambito delle parlate del monregalese, non di rado indicatori di un continuum linguistico-geografico con e tra le parlate delle zone circostanti (langarolo, Val Tanaro e val Bormida):
- Tratto costante, specifico e inconfondibile del dialetto monasterolese è la trasformazione delle finali in -ìn, che si aprono fino a diventare -é-n (sigilìn > sigilé-n), e delle finali in -ón, che si trasformano in -ò-n (dabón > dabò-n). In entrambi i casi appena citati e in tutte le parole che terminano con la -n, la pronuncia della 'n' finale è solitamente tagliata (pà-n, sigilé-n, dabò-n), se la parola si trova alla fine di una frase (spesso avviene anche nel mezzo di una frase), oppure molto leggera e più palatale che faucale (-ŋ), in particolare se deve legarsi eufonicamente alla parola successiva. Tale tratto è assai peculiare del dialetto monasterolese, ravvisabile secondo una certa "parentela" linguistica anche nelle parlate circostanti, come quelle di Viola e di Garessio[17] (sebbene quest'ultima presenti maggiori influssi delle parlate della zona geograficamente adiacente di Albenga).
- La n faucale (-ŋ) tende a raddoppiarsi, in maniera tuttavia differente per pronuncia e trascrizione rispetto a quella monferrina e ligure: mon. n-n ≠ monf. e lig. nn-. Nello specifico, viene prima pronunciata la faucale e poi la nasale semplice.
- In appendice al punto precedente, pressoché tutte le parole che nel piemontese di koiné e nel monregalese sono pronunciate con la o/ó subiscono processi di velarizzazione e vengono pronunciate con la ò: torna > tòrna, "di nuovo"; corea > còrea, "cintura"; lord > lòrd, "sporco"; forn > fòrn, "forno"; roa > ròa, "ruota". Tale regola vale nella coniugazione dei verbi, in particolare per la terza persona plurale, la cui desinenza viene tendenzialmente pronunciata -ò-n (la pronuncia della n è solitamente tagliata ma si può talvolta avvertire, per motivi di eufonia o di semplice discrezione della persona che la opera): es. pìjò-n, "prendono"; pàgò-n, "pagano"; travajàvò-n, lavoravano. In quest'ultima fattispecie, essa può anche essere pronunciata con la classica o del piemontese di koiné.
- La coniugazione della prima persona singolare dei verbi esci (essere), andé (andare), sté (stare) e dé (dare), influenzata dal punto sopra elencato, è irregolare e condizionata dalla presenza di una vocale o di una consonante a seguire (vedansi le tabelle sottostanti): le forme mi i sò-n, mi i vò-n e mi i dòn e in mi i sògn/vògn/stògn/dògn (se seguito da vocale) o mi i sòin/vòin/stòin/dòin (se seguito da consonante). In presenza di altro accento all'interno della stessa parola, l'accento sulla lettera o sta a indicare la pronuncia.
- La seconda persona singolare al presente indicativo del verbo voràj (volere) non è veuri, come nel resto del monregalese, ma veu.

- La coniugazione indicativa imperfetta della prima persona plurale dei verbi ausiliari esci e avàj e dei verbi irregolari (tranne andé e dì) differisce da quella del monregalese: emo > ereomo, "eravamo"; amo > aomo, "avevamo"; samo > saomo, "sapevamo"; stamo > staomo, "stavamo"; famo > faomo, "facevamo"; damo > daomo, "davamo".
- Il fonema /æ/, ovvero la /e/ aperta o /è/, si sposta con regolarità verso una /a/ (esempi: chiel > chial, "egli"; servaj > sarvaj, "selvaggio"; vegghe > vagghe, vedere; beiché > baiché, "guardare") o verso il dittongo /ài/, specie se seguita da consonanti nasali: es. censa > ciainsa, "tabaccaio"; risorent > ridzoraint, "arrugginito"; strument > strumaint, "rogito notarile"; cioenda > s-cioaindora, "siepe"; lenga > laingua, "lingua"; ginever/dzenevrin > dznaivr, "ginepro"; semper > saimpre, "sempre".
- Parallelamente, contenendo la /e/ aperta, i dittonghi èi ed èj si třasformano rispettivamente in ài e àj: es. chiej > chiaj (essi), savej > savaj (sapere), candeila > candaiřa (candela), pei(d) > pai(d) (quanto, in senso comparativo), feissmo > faissmo (facessimo).
- Molto presente è la pronuncia della ä ('a' tonica velarizzata), ovvero la /a/ tonica che diventa oppure tende ad una /o/ oppure una vocale intermedia tra /a/ e /o/, soprattutto se essa si trova nella penultima sillaba della parola.
- Quando è tonica, la u viene pronunciata ø (grafia apposita: ū) quando in finale di parola o seguita da nasale.
- Per quanto riguarda i pronomi clitici soggetto, la i può trasformarsi in /é/ (/e/ chiusa) anche (e soma, e sai, e sò-n= siamo, siete, sono).
- Alcune parole vedono il passaggio saltuario, a inizio parola, di della g- sorda a /dz/: es. giovo > dzovo, "giovane"; gio(v)é > dzo(v)é, "giocare"; giù > dzù, "giù".
- In continuità con i vicini dialetti alto langaroli e alto monferrino. Si hanno la conservazione dei suoni [ʃ] e [ʒ] del gallo-italico (e del reto-romanzo) antico, sviluppati a partire rispettivamente da KS, PSJ, e da SJ, la velarizzazione di [a] tonica e il rotacismo e l'indebolimento di [ɾ] e [l]). Assai variegata è la trasformazione della sibilante s, con i seguenti fenomeni fonetici:
  - Molto frequente è l'indurimento quando ha suono sordo (/s/), che risulta nella conservazione delle arcaiche consonanti affricate alveolari [ts] e [dz] – pressoché scomparse nel piemontese moderno – all'inizio della parola (es. sina > tsaina, "cena"; sì > tsì, "qui"; siola > tsiola, "cipolla"), dopo consonante in corpo di parola (es. sensa > saintsa, "senza"; smensa > smaintsa, "semi, semenza") e quando ha suono sonoro (/z/) in fine di parola (nas > nadz).
  - Nell'ottica di generale indurimento e ispessimento dei suoni tipici connaturata al monasterolese, può avvenire, affinemente al ligure, anche il passaggio dalla /s/ alla /sc/ (/ʃ/) – o a un suono a essa comunque molto simile – sia dopo consonante in corpo di parola (forsi > forsci, "forse") sia a inizio parola, sia se seguita da vocale sia se seguita da consonante: es. sortì > sciortì, "uscire"; sèleri > scèleri, "sedano"; s-tembr > sc-taimbr, "settembre"; sù > sciù, "su".
  - Se tra due vocali in corpo di parola, il suono sibilante può anche presentarsi come ĝ (ʒ), come nel biellese e affinemente alla j francese e alla x ligure (la pronuncia, tuttavia, è più leggera rispetto alle varietà appena citate): ad esempio, rasón > raĝò-n, "ragione". Ciò può accadere anche in finale di parola: doĝ, "fonte"; Biäĝ, Biagio. La ĝ può presentarsi anche a inizio parola: es. ĝarbora, liana.
  - La s sorda, laddove rappresentata con /ss/ nel piemontese di koiné, si può presentare in fine di parola come [ts] (fàss > fàts, "falso"; pniss > pnits, "ricci delle castagne"; trassé > tratsé, "tracciare", "camminare lasciando impronte"), tra due vocali in /sc/ (spressia> sprescia, "fretta" (la 'i' va pronunciata distintamente; pasciò-n, palo). Talvolta, può avvenire anche la trasformazione in ĝ: pressi > preĝi (prezzo).

- La negazione si declina, oltre che in pa, prevalentemente in naint (raramente nent): es. mi i seu naint, io non so.
- La v in finale di parola rimane sonora e mantiene tendenzialmente la stessa pronuncia della v in italiano (/v/) (ciav, chiave; pav, paura); anche quando intervocalica, differentemente dal piemontese di koiné tende a non cadere: es. tävo, "tavola"; dzovo, "giovane".
- La r, se posta alla fine della parola, cade e non viene pronunciata: es. ciàir > ciài', "chiaro", màir > mài', "magro"; nàir > nài', "nero"; veir > vai', "vero".
- Presenta l'esito ['wɛ] laddove il piemontese ha solitamente ['ɔj] (doèra e non dòira) e, pertanto, i dittonghi òi, ói ed eu(i) si trasformano in oè: es. emsòira > mansoèra (falce), tosóira > tosoèra (forbici), veuid > voèd (vuoto), mi i meur > mi i moèr (io muoio).
- La sillaba AL del latino davanti a consonante dentale o palatale, che nel piemontese occidentale passa ad [ɑɫ] e poi ad [ɑw], vede cadere in maniera costante la semivocale [w] in [ɑw] come negli altri dialetti piemontesi sud-orientali: ät ≠ aot, "alto"; cäd ≠ caod, "caldo"[18]; fäts ≠ faoss, "falso"; pata ≠ paota, "fango"; cadera ≠ caodera, "caldaia".
- Se poste tra consonante occlusiva labiale e/o dentale e liquida rotica ('r'), le vocali (specialmente e, o e il dittongo eu) si spostano dopo quest'ultima. Tale fenomeno di metatesi si verifica per la "-e-" con regolare frequenza, che diventa costante quando inserita nell'ultima sillaba della parola: es. numer > numre, "numero"; vëdder > vëddre, "vetro"; pèver > paivre, "pepe"; cocòmber > cocòmbre, "cetriolo", pèra > prèa[19], "pietra"; deurmì > dromì, "dormire"; steurmesse > stromesse, "nascondersi"; deurbì > drobì, "aprire". Talvolta essa può cadere del tutto: setember > s(c)-taimbr, "settembre".
- La particella pronominale e avverbiale ne si trasforma in nò-n: es. mi i 'm nòn vògn, "io me ne vado".
- L'evoluzione palatale del nesso latino -CT- (-CC) si verifica raramente nei participi passati dei verbi della prima coniugazione, che solitamente terminano direttamente in -à: es. andà/(ë)stà invece di andacc/stacc (andato, stato)[20].

#### Articoli determinativi
- maschile singolare: ëř oppure o
- maschile plurale: ij
- femminile singolare: řa
- femminile plurale: ëř, ij

#### Articoli indeterminativi
- ū-n, ën
- un-na, na

#### Coniugazioni
- prima coniugazione in -é
- seconda coniugazione in -e (ledze, vagghe; la pronuncia della -e finale è generalmente tagliata)
- terza coniugazione in -aj
- terza coniugazione in -ì

#### Presente indicativo
| Persona     | essere  | avere        | sapere    | fare      | dare   | stare   | andare      | dire        | 1°coniugazione (es: parlare) | 2°coniugazione (es: leggere) | 3°coniugazione (es: uscire) |
| ----------- | ------- | ------------ | --------- | --------- | ------ | ------- | ----------- | ----------- | ---------------------------- | ---------------------------- | --------------------------- |
| Mi          | i sò-n  | i r' / j'heu | i seu     | i fass    | i dògn | i stògn | i vògn      | i diĝ       | i pärl                       | i ledz                       | i sceurt                    |
| Ti          | i r'è   | i r'hà       | ët / i sà | ët / i fà | i dà   | i stà   | i và        | ët / i diĝi | ët / i pärli                 | ët / i ledzi                 | ët / i sceurti              |
| Chial/Chila | o/a r'è | o/a r'ha     | o/a sa    | o/a fa    | o/a da | o/a sta | o/a va      | o/a diĝa    | o/a pärla                    | o/a ledza                    | o/a sceurta                 |
| Nijäcc      | i soma  | i r' /j'oma  | i soma    | i foma    | i doma | i stoma | i andoma    | i dima      | i pärloma                    | i ledzoma                    | i sciortima                 |
| Voijäcc     | i sài   | i r' / j'hài | i sài     | i fài     | i dài  | i stài  | i andài/vài | i diĝi      | i pärli                      | i lèdzi                      | i sceurti                   |
| Chiaj/Chile | i sò-n  | i r' /j'ha-n | i sa-n    | i fa-n    | i da-n | i sta-n | i va-n      | i diĝò-n    | i pärlò-n                    | i lèdzò-n                    | i scèurtò-n                 |

#### Imperfetto indicativo
| Persona     | essere      | avere         | sapere     | fare        | dare        | stare     | andare     | dire        | 1°coniugazione (es: parlare) | 2°coniugazione (es: leggere) | 3°coniugazione (es: uscire) |
| ----------- | ----------- | ------------- | ---------- | ----------- | ----------- | --------- | ---------- | ----------- | ---------------------------- | ---------------------------- | --------------------------- |
| Mi          | i r'eva     | i r' /j'äva   | i säva     | i fäva      | i däva      | i stäva   | i andäva   | i diva      | i parläva                    | i ledzäva                    | i sciortiva                 |
| Ti          | t'evi/r'evi | t'/r'ävi      | i sävi     | ët / i fävi | ët / i dävi | i stävi   | i andävi   | ët / i divi | ët / i parlävi               | ët / i ledzävi               | ët / i sciortivi            |
| Chial/Chila | o/a r'eva   | o/a r'äva     | o/a säva   | o/a fäva    | o/a däva    | o/a stäva | o/a andäva | o/a diva    | o/a parläva                  | o/a ledzäva                  | o/a sciortiva               |
| Nijäcc      | j’ereomo    | i r' /j'aomo  | i saomo    | i faomo     | i daomo     | i staomo  | i andämo   | i dimo      | i parlämo                    | i ledzämo                    | i sciortimo                 |
| Voijäcc     | j/i r’evi   | i r' /j'ävi   | i sävi     | i fävi      | i dävi      | i stävi   | i andävi   | i divi      | i parlävi                    | i ledzävi                    | i sciortivi                 |
| Chiaj/Chile | j/i r’evò-n | i r' /j'ävò-n | i i sävò-n | i fävò-n    | i dävò-n    | i stävò-n | i andävò-n | i dìvò-n    | i parlävò-n                  | i ledzävò-n                  | i sciortìvò-n               |

Futuro indicativo
| Persona     | essere      | avere       | sapere       | fare        | dare        | stare        | andare        | dire        | 1°coniugazione (es: parlare) | 2°coniugazione (es: leggere) | 3°coniugazione (es: uscire) |
| ----------- | ----------- | ----------- | ------------ | ----------- | ----------- | ------------ | ------------- | ----------- | ---------------------------- | ---------------------------- | --------------------------- |
| Mi          | i sareu     | i / j'avreu | i savreu     | i fareu     | i dareu     | i stareu     | i andreu      | i direu     | i parlreu                    | i ledzreu                    | i sceurtreu                 |
| Ti          | ët / i sarà | ët / i avrà | ët / i savrà | ët / i farà | ët / i darà | ët / i starà | ët / i andarà | ët / i dirà | ët / i parlrà                | ët / i ledzrà                | ët / i sceurtrà             |
| Chiel/Chila | o/a sarà    | o/a avrà    | o/a savrà    | o/a farà    | o/a darà    | o/a starà    | o/a andarà    | o/a dirà    | o/a parlrà                   | o/a ledzrà                   | o/a sceurtrà                |
| Noi/Nijäcc  | i saroma    | i avroma    | i savroma    | i faroma    | i daroma    | i staroma    | i andaroma    | i diroma    | i parlroma                   | i ledzroma                   | i sciortroma                |
| Voi/Voijäcc | i sarài     | i avrài     | i savrài     | i farài     | i darài     | i starài     | i andarài     | i dirài     | i parlrài                    | i ledzrài                    | i sceurtrài                 |
| Chiaj/Chile | i sarà-n    | i avrà-n    | i savrà-n    | i farà-n    | i darà-n    | i starà-n    | i andarà-n    | i dirà-n    | i parlrà-n                   | i ledzrà-n                   | i sceurtrà-n                |

Presente congiuntivo
| Persona     | essere     | avere          | sapere     | fare         | dare      | stare      | andare    | dire        | 1°coniugazione (es: parlare) | 2°coniugazione (es: leggere) | 3°coniugazione (es: uscire) |
| ----------- | ---------- | -------------- | ---------- | ------------ | --------- | ---------- | --------- | ----------- | ---------------------------- | ---------------------------- | --------------------------- |
| Mi          | i sèa      | i r' /j'aggia  | i saccia   | i fatsa      | i dògna   | i stògna   | i vògna   | i diĝa      | i pärla                      | i ledza                      | i sceurta                   |
| Ti          | 't / i sèe | 't' / i r'aggi | i sacci    | ët / i fatsi | i dògni   | i stògni   | i vògni   | ët / i diĝi | ët / i pärli                 | ët / i ledzi                 | ët / i sceurti              |
| Chial/Chila | o/a sèa    | o/a r'aggia    | o/a saccia | o/a fatsa    | o/a dògna | o/a stògna | o/a vògna | o/a diĝa    | o/a pärla                    | o/a ledza                    | o/a sceurta                 |
| Nijäcc      | i sèo      | i r' /j'aggio  | i saccio   | i fatso      | i dògno   | i stògno   | i vògno   | i diĝo      | i pärlo                      | i ledzo                      | i sceurto                   |
| Voijäcc     | i sèi      | i r' /j'aggi   | i sacci    | i fatsi      | i dògni   | i stògni   | i vògni   | i diĝi      | i pärli                      | i ledzi                      | i sceurti                   |
| Chiaj/Chile | i sèo      | i r' /j'aggio  | i saccio   | i fatso      | i dògno   | i stògno   | i vògno   | i diĝo      | i pärlo                      | i ledzo                      | i sceurto                   |

Imperfetto congiuntivo
| Persona     | essere       | avere             | sapere          | fare          | dare       | stare          | andare       | dire            | 1°coniugazione (es: parlare) | 2°coniugazione (es: leggere) | 3°coniugazione (es: uscire) |
| ----------- | ------------ | ----------------- | --------------- | ------------- | ---------- | -------------- | ------------ | --------------- | ---------------------------- | ---------------------------- | --------------------------- |
| Mi          | i fossa      | i r' /j'avàissa   | i savàissa      | i fàissa      | i dàissa   | i stàissa      | i andàissa   | i disàissa      | a parlàissa                  | a ledzàissa                  | a sciortissa                |
| Ti          | 't / i fossi | 't' / i r'avàissi | 't / i savàissi | ët / i fàissi | i dàissi   | ët / i stàissi | i andàissi   | ët / i disàissi | ët / i parlàissi             | ët / i ledzàissi             | ët / i sciortissi           |
| Chiel/Chila | o/a fossa    | o/a r'avàissa     | o/a savàissa    | o/a fàissa    | o/a dàissa | o/a stàissa    | o/a andàissa | o/a disàissa    | o/a parlàissa                | o/a ledzàissa                | o/a sciortissa              |
| Noi/Nijäcc  | i fossmo     | i r' /j'avàissmo  | i savàissmo     | i fàissmo     | i dàissmo  | i stàissmo     | i andàissmo  | i disàissmo     | i parlàissmo                 | i ledzàissmo                 | i sciortissmo               |
| Voi/Voijäcc | i fossi      | i r' /j'avàissi   | i savàissi      | i fàissi      | i dàissi   | i stàissi      | i andàissi   | i disàissi      | i parlàissi                  | i ledzàissi                  | i sciortissi                |
| Chiaj/Chile | i fosso      | j' / r'avàisso    | i savàisso      | i fàisso      | i dàisso   | i stàisso      | i andàisso   | i disàisso      | i parlàisso                  | i ledzàisso                  | i sciortisso                |

Presente condizionale
| Persona     | essere         | avere           | sapere       | fare         | dare         | stare        | andare       | dire         | 1°coniugazione (es: parlare) | 2°coniugazione (es: leggere) | 3°coniugazione (es: uscire) |
| ----------- | -------------- | --------------- | ------------ | ------------ | ------------ | ------------ | ------------ | ------------ | ---------------------------- | ---------------------------- | --------------------------- |
| Mi          | i sarèa        | i / j'avrèa     | i savrèa     | i farèa      | i darèa      | i starèa     | i andrèa     | i dirèa      | i parl-rèa                   | i ledzrèa                    | i sceurtirèa                |
| Ti          | 't / i sarèi   | 't'/ j'avrèi    | i savrèi     | ët / i farèi | ët / i darèi | i starèi     | i andrèi     | ët / i dirèi | ët / i parl-rèi              | ët / i ledzrèi               | ët / i sceurtirèi           |
| Chial/Chila | o/a sèa        | o/a avrèa       | o/a savrèa   | o/a farèa    | o/a darèa    | o/a starèa   | o/a andrèa   | o/a dirèa    | o/a parl-rèa                 | o/a ledzrèa                  | o/a sceurtirèa              |
| Nijäcc      | i sarèmo/sèimo | i / j'avrèmo    | i savrèmo    | i farèmo     | i darèmo     | i starèmo    | i andrèmo    | i dirèmo     | i parl-rèmo                  | i ledzrèmo                   | i sceurtirèmo               |
| Voijäcc     | i sarèi        | i / j'avrèi     | i savrèi     | i farèi      | i darèi      | i starèi     | i andrèi     | i dirèi      | i parl-rèi                   | i ledzrèi                    | i sceurtirèi                |
| Chiaj/Chile | i sarèo/ò(-n)  | i / j'avrèo/ò-n | i savrèo/ò-n | i farèo/ò-n  | i darèo/ò-n  | i starèo/ò-n | i andrèo/ò-n | i dirèo/ò-n  | i parl-rèo/ò-n               | i ledzrèo/ò-n                | i scèurtirèo/ò-n            |

Participio passato
| essere | avere | sapere | fare | dare | stare  | andare | dire | 1°coniugazione (es: parlare) | 2°coniugazione (es: leggere) | 3°coniugazione (es: uscire) |
| ------ | ----- | ------ | ---- | ---- | ------ | ------ | ---- | ---------------------------- | ---------------------------- | --------------------------- |
| (ë)stà | avù   | savù   | fäcc | dà   | (ë)stà | andà   | dicc | parlà                        | ledzù                        | sciortì                     |

Verbi modali
Voraj
| Persona     | presente indicativo | imperfetto indicativo | Futuro indicativo | Presente congiuntivo | Imperfetto congiuntivo | Presente condizionale | Participio passato |
| ----------- | ------------------- | --------------------- | ----------------- | -------------------- | ---------------------- | --------------------- | ------------------ |
| Mi          | i veuj              | i voäva               | i vorereu         | i veura              | i voàissa              | i vorèa               | vojù               |
| Ti          | 't / i veu          | 't / i voävi          | 't / i vorerà     | 't / i veuri         | 't / i voàissi         | 't / i vorèi          | Gerundio           |
| Chiel/Chila | o/a veu             | o/a voäva             | o/a vorerà        | o/a veura            | o/a voàissa            | o/a vorèa             | Vorànd             |
| Noi/Nijäcc  | i voma              | i voämo               | i voreroma        | i veuro              | i voàissmo             | i vorèmo              |                    |
| Voi/Voijäcc | i veuri             | i voävi               | i vorerài         | i veuri              | i voàissi              | i vorèi               |                    |
| Chiaj/Chile | i veurò-n           | i voävò-n             | i vorerà-n        | i veuro              | i voàisso              | i vorèo/ò(-n)         |                    |

Dovaj
| Persona     | presente indicativo | imperfetto indicativo | Futuro indicativo | Presente congiuntivo | Imperfetto congiuntivo | Presente condizionale | Participio passato |
| ----------- | ------------------- | --------------------- | ----------------- | -------------------- | ---------------------- | --------------------- | ------------------ |
| Mi          | i deuv              | i doväva              | i dovreu          | i deuva              | i doàissa              | Mi i dovrèa           | dovù               |
| Ti          | 't / i deuvi        | 't / i dovavi         | 't / i dovrà      | 't / i deuvi         | 't / i doàissi         | 't / i dovrèi         | Gerundio           |
| Chiel/Chila | o/a deuva           | o/a doväva            | o/a dovrà         | o/a deuva            | o/a doàissa            | o/a dovrèa            | dovànd             |
| Noi/Nijäcc  | i do(v)oma          | i dovämo              | i dovroma         | i deuvo              | i doàissmo             | i dovrèmo             |                    |
| Voi/Voijäcc | i deuvi             | i dovavi              | i dovrài          | i deuvi              | i doàissi              | i dovrèi              |                    |
| Chiaj/Chile | i dèuvò-n           | i dovavò-n            | i dovrà-n         | i deuvo              | i doàisso              | i dovrèo/ò(-n)        |                    |

Podaj
| Persona     | presente indicativo | imperfetto indicativo | Futuro indicativo | Presente congiuntivo | Imperfetto congiuntivo | Presente condizionale | Participio passato |
| ----------- | ------------------- | --------------------- | ----------------- | -------------------- | ---------------------- | --------------------- | ------------------ |
| Mi          | i peus              | i päva                | i podreu          | i peussa             | i podàissa             | i podrèa              | possù              |
| Ti          | 't / i peu          | 't / i pävi           | 't / i podrà      | 't / i peuri         | 't / i podàissi        | 't / i podrèi         | Gerundio           |
| Chiel/Chila | o/a peu             | o/a päva              | o/a podrà         | o/a peussa           | o/a podàissa           | o/a podrèa            | podànd             |
| Noi/Nijäcc  | i po(v)oma          | i pämo                | i podroma         | i peuro              | i podàissmo            | i podrèmo             |                    |
| Voi/Voijäcc | i peuri             | i pävi                | i podrai          | i peuri              | i podàissi             | i podrèi              |                    |
| Chiaj/Chile | i peurò-n           | i pävò-n              | i podrà-n         | i peuro              | i podàisso             | i podrèo/ò(-n)        |                    |

Il grafema /ä/ indica in grafia piemontese la /a/ tonica velarizzata.
| Monasterolese | Piemontese di koiné e Monregalese | Monferrino       | Ligure   |
| ------------- | --------------------------------- | ---------------- | -------- |
| Lùnes-dì      | Lùnes                             | Lunesdé          | Lunesdì  |
| Màrtes-dì     | Màrtes                            | Matërsdé         | Mâtesdì  |
| Mèrcol-dì     | Mèrcol                            | Mercoldé         | Mâcordì  |
| Giòbia        | Giòbia                            | Zèubia/zògia     | Zéuggia  |
| Vënner-dì     | Vënner                            | Venardé          | Venardì  |
| Saba-dì       | Saba                              | Sabadé           | Sabbò    |
| Duminica      | Duminica                          | Dominica/domegna | Domenega |

| Numero | Piemontese di koiné    | Monasterolese | Monregalese |
| ------ | ---------------------- | ------------- | ----------- |
| 1      | un                     | ūn            | un          |
| 2      | doi                    | doi           | doi         |
| 3      | tre                    | trai          | tre         |
| 5      | sinch                  | tsinch        | sinch       |
| 8      | eut                    | eucc          | eut         |
| 10     | des                    | dedz          | des         |
| 11     | óndes (o onze)         | ondze         | ondze       |
| 12     | dódes (o doze)         | dodze         | dodze       |
| 13     | tërdes (o treze)       | tërdze        | tërdze      |
| 14     | quatòrdes (o quatorze) | quatòrdze     | quatòrdze   |
| 15     | quìndes (o quinze)     | quìndze       | quìndze     |
| 16     | sëddes (o seze)        | sëdze         | sëdze       |
| 18     | disdeut                | disdeucc      | disdeut     |
| 50     | sinquanta              | tsinquanta    | sinquanta   |
| 60     | sessanta               | scianta       | sessanta    |
| 70     | stanta                 | sc-tanta      | stanta      |
| 100    | sent                   | tsaint        | sent        |
| 200    | dosent                 | dodzaint      | dosent      |
| 1000   | mila                   | mila          | mila        |
| 100000 | milión                 | miliò-n       | milión      |

Dichiarazione universale dei diritti umani, art. 1
Tucc ij òm i nàsciò-n libre e uguaj për dignità e dricc. A r'han na raĝò-n e na cosciaintsa e a r'han da comportesse j'ūn con j'àcc con ëspìrit ëd fradlantsia.
La parabola del Figliol Prodigo
Ant l'ora o-j eva un òm ch'o r'äva doi fiji.
Ën dì ër pì dzovo o-r'ha dìje: "Päre, dème tucc lò ch'o 'm toca 'd'ra mia part d'ardità!" e 'r päre o-r'ha dàje lò ch'o-j tocäva.
Passà quaich dì e rapatsà tucc, chial o r'è partìsnò da cà pr'ūn paìs lonta-n e o r'ha sgairà tucc ër facc sò a ërmoresse e fé 'r badago.
Quand o r'ha spaindù tucc, a r'è vnùje 'nt col paìs 'na carestìa e chial o r'ha tacà ad esci pòvre e ad avaj fam.
Andàsnò da là e a gangatsò-n, o r'è andà a servitsi d'ën sitadè-n ch'o r'ha mandàlo a vardé i crè-n. O r'ava tancia ëd cola fam ch-o sarea mangiasse 'r giande d'ij crè-n, ma gnūn o-j dava naint.
Adàssnò ëd com o r'eva butà, o crotoräva e o diva: "Quance përsòn-ne 'd servitsi ant ra cà ëd mè päre a r'han ëd pà-n fin ch'a veurò-n; mi tsì i moer a ptit feu ëd fam! Ah! I partireu, andreu da mè päre e i-j 
direu: "Päre, mi r'heu mancà contra ër ciel e contra ëd voi; i sò-n pì naint degn d'esci ciamà vòst fij; pijème coma 'na vòsta përsonn-a ëd servitsi". Doca o r'è tornàsnò-n da sò päre. 
O r'eva 'ncó dëscòst e sò päre o r'ha s-ciairälo: sò fij o-j fäva compasciò-n e paina e, andäje 'ncontra, o r'ha 'mbratsàlo e baĝàlo. E 'r fij o r'ha dìje: "Päre, mi r'heu mancà contra ër ciel e contra ëd voi; i mèrit pì naint d'essi ciamà vòst fij". E 'r pare o r'ha dicc aj domestich: "Pràst, tirè feura ër vestì pì bèl e butè-j-ro a còl; butèje r'anèl ant ër dìl e dèje ër scarpe bon-ne! Peu pijè 'r vitlòt pì grass e matsè-ro, paràj lo mangioma e foma festa. Sò fij tsì o r'eva mòrt e o r'è arsuscità; o r'eva pardusse e o r'è tornà". Paraj a r'ha-n tacà a fè festa.
Ër fij pì vèj o r'eva 'nt ij camp; ruvand a cà, o r'ha saintì ër ciadèl e o r'ha ciamà un servitor: '"Còs'o r'è-lo tucc ës bordèl?" E chial-lì o r'ha dìje: "Vòst frèl o r'è tornà e vòst päre o r'ha fäcc matsè 'n bèl vitlòt përché o r'è tornà sa-n e särv". Alora a chial a r'è montaje la flin-na e o r'ha facc ër spluve, tant ch'o voräva pì naint ëntrè. 
Ma ër pare o r'è sciortì e o r'ha comaintsà a preghè-lo. E l'àtr o r'ha dicc a sò päre: "Mi i sò-n tanci agn ch'e'v sarv saintsa mai disubidì e j'hai mai dàme manch ën cravòt da mangème con ij mè amiĝ; Invece, apaina sò vòst fij o r'è tornà dòp o r'è mangiasse tucc lò ch'o j'ava con ër bagasce, j'hai subit fäcc matsè 'r vitlòt bò-n".
E 'r päre o-j ha dìje: "Oh, mè fieul, ti r'ha raĝò-n, ti r'è saimpre dacant a mi e lò ch'o r'è mè o r'è tò. Ma o vintäva bè-n fè festa, përchè tò frèl o r'eva mòrt e o r'è 'rsuscità; o r'eva pardùsse e o r'è tornà"

## Geografia antropica
Monasterolo è diviso in varie Borgate. Le principali sono: Borgata Sottana (Sotan-na), Borgata Case Scuole (Cà dëř Scòre), Borgata Cravena (Cravaina), Borgata Soprana (Sovran-na) e Borgata Garassini (Garascé-n).

## Amministrazione

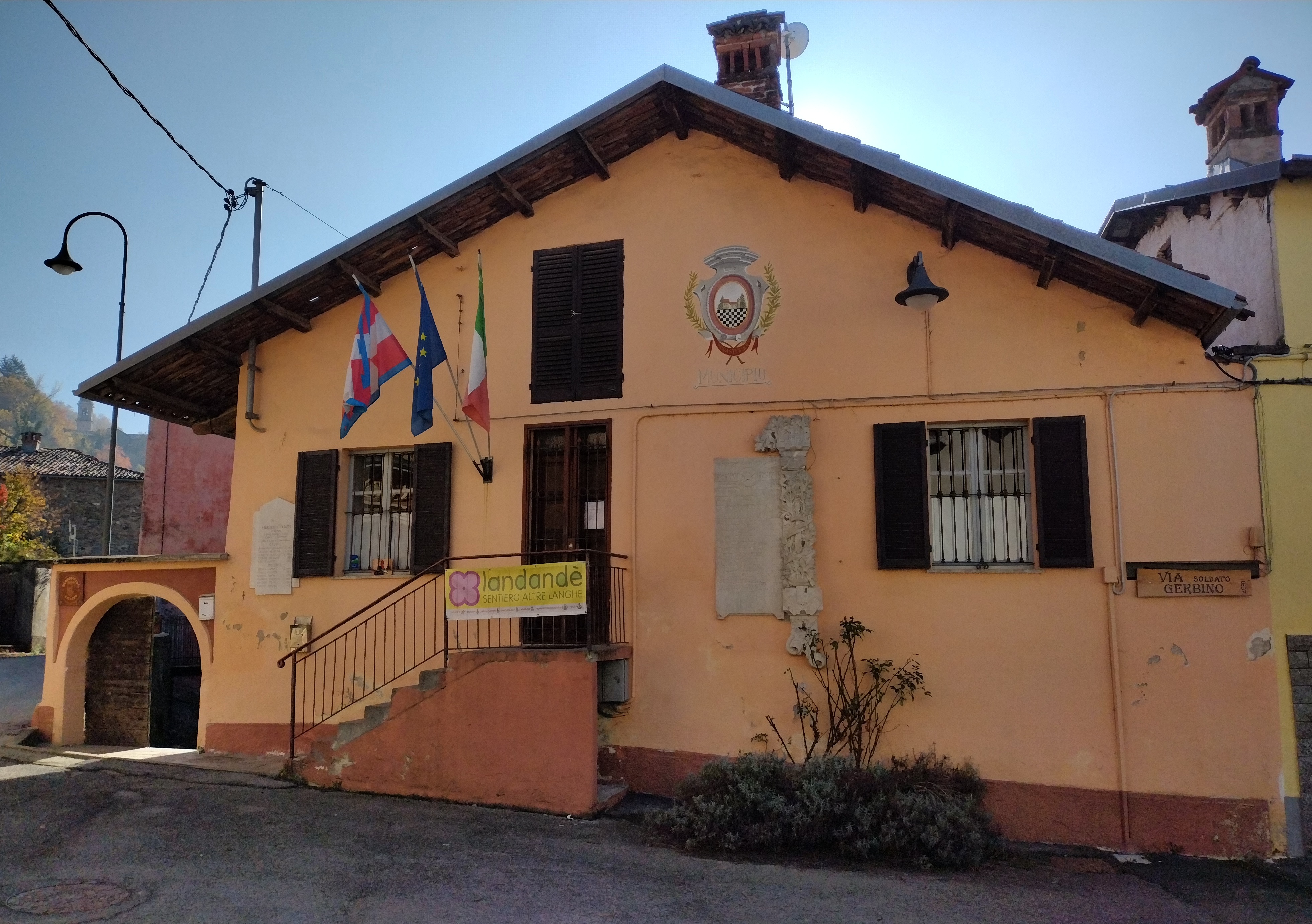
Il municipio

Di seguito è presentata una tabella relativa alle amministrazioni che si sono succedute in questo comune.
| Periodo        | Periodo        | Primo cittadino        | Partito                             | Carica  | Note   |
| -------------- | -------------- | ---------------------- | ----------------------------------- | ------- | ------ |
| 11 luglio 1985 | 1º giugno 1990 | Michele Borgna         | Democrazia Cristiana                | Sindaco | [ 22 ] |
| 1º giugno 1990 | 24 aprile 1995 | Michele Borgna         | Democrazia Cristiana                | Sindaco | [ 22 ] |
| 24 aprile 1995 | 14 giugno 1999 | Michele Borgna         | tendenti partito popolare italiano  | Sindaco | [ 22 ] |
| 14 giugno 1999 | 14 giugno 2004 | Michele Borgna         | -                                   | Sindaco | [ 22 ] |
| 14 giugno 2004 | 8 giugno 2009  | Giuseppe Livio Bertone | lista civica                        | Sindaco | [ 22 ] |
| 8 giugno 2009  | 26 maggio 2014 | Giuseppe Livio Bertone | lista civica                        | Sindaco | [ 22 ] |
| 26 maggio 2014 | 27 maggio 2019 | Luca Bertone           | lista civica: Progresso Innovazione | Sindaco | [ 22 ] |
| 27 maggio 2019 | 10 giugno 2024 | Luca Bertone           | lista civica: Progresso Innovazione | Sindaco | [ 22 ] |
| 10 giugno 2024 | In carica      | Michele Borgna         |                                     | Sindaco |        |

### Altre informazioni amministrative
Il comune faceva parte della comunità montana Alto Tanaro Cebano Monregalese. Attualmente non afferisce a nessuna delle comunità montane circostanti (Unione Montana Valli Tanaro e Casotto e Unione Montana Valli Monregalesi).

## Sport

### Impianti sportivi
- Campo sportivo (calcio, pallavolo, pallacanestro; d'estate anche beach volley)